# Кавасумі Нахомі
Кавасумі Нахомі  (яп. 川澄 奈穂美, 23 вересня 1985) — японська футболістка, олімпійська медалістка.

## Виступи на Олімпіадах
| Олімпіада   | Дисципліна | Місце |
| ----------- | ---------- | ----- |
| Лондон 2012 | футбол     | 2     |